# CD Guadalajara (Spanje)
CD Guadalajara is een Spaanse voetbalclub uit Guadalajara uit de autonome regio Castilië-La Mancha. De club komt sinds 2013 terug uit in de Segunda División B.

## Historie
De club komt voor het eerst uit op het laagste profniveau in Spanje 1949/50 en speelt sinds 1980/81 onafgebroken in de Tercera División tot in het seizoen 2006/07 de play-offs worden gewonnen en de club voor het eerst in de historie een stapje hoger mag spelen in de Segunda División B. De ploeg past zich goed aan op dit niveau en bekroont dit tijdens het seizoen 2010/11. Na de reguliere competitie staat de ploeg op de tweede plaats van groep 1 van de Segunda B. In de eindronde wordt achtereenvolgens gewonnen van Orihuela CF, Sevilla Atlético en CD Mirandés , zodat de promotie naar de Segunda A een feit wordt. Na een eerste probleemloos seizoen 2011-2012, volgt op het einde van het seizoen 2012-2013 de administratieve degradatie. Dit kwam omdat de ploeg het kapitaal niet vond om een vennootschap op te richten.